# Dorpskerk (Oosterwolde)
De Dorpskerk is een kerkgebouw in Oosterwolde in de Nederlandse provincie Friesland.

## Beschrijving
De kerk werd in 1735 gebouwd in opdracht van Daniël de Blocq-Lycklama à Nijeholt ter vervanging van een middeleeuwse kerk. In 1790 werd de dakruiter wegens instorting vernieuwd. De driezijdig gesloten zaalkerk met houten geveltoren en ingesnoerde spits is een rijksmonument. De familiewapens op de drie gedenkstenen boven de ingang werden tijdens de Franse tijd weggekapt. Naast de ingang is een zonnewijzer aangebracht. De windwijzer op de torenspits heeft de vorm van een hond en de windwijzer op het koor heeft de vorm van een haas.
De preekstoel en de herenbank dateren uit de 17e eeuw, de achtzijdig zandstenen doopvont uit de 14e eeuw. Het kerkorgel uit 1866 is gebouwd door dorpstimmerman Hendrik Jannes Noorman en in 1998-1999 gerestaureerd door Bakker & Timmenga. Het heeft 24 registers, twee manualen en een aangehangen pedaal.
De kerk wordt gebruikt als Bed & Breakfast.

## Klokkenstoel

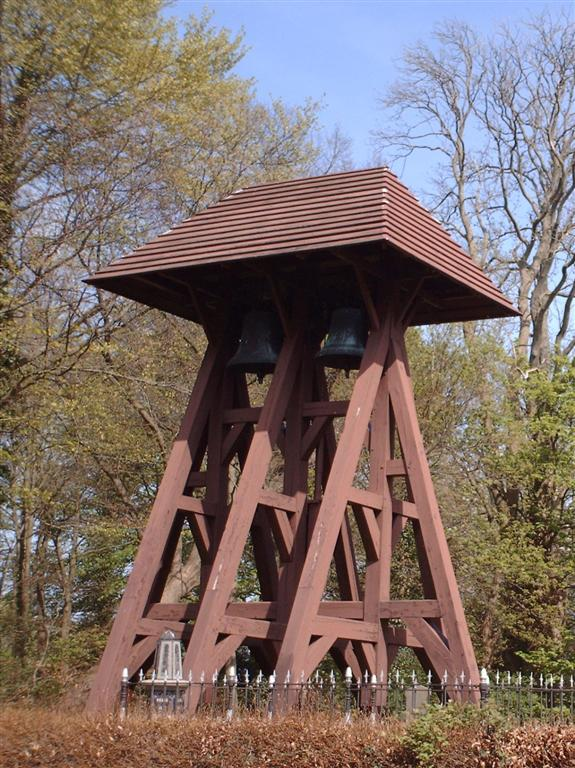
Klokkenstoel

De dubbele houten klokkenstoel met schilddak op het kerkhof werd in 1876 vervangen en in 1967 op zwerfkeien in beton geplaatst. De grote klok uit 1936 is gegoten door de klokkengieterij Gebr. van Bergen ter vervanging van een klok (1492) van klokkengieter Herman met behoud van de oude afbeeldingen. De klok (1728) van Cyprianus Crans werd door de Duitse bezetter gevorderd. Deze klok werd vervangen door een nieuwe klok met het opschrift: "Toen oorlogleed trok over 't land, viel de oude klok in vijands hand; thans roep ik met een nieuwe klank, ons volk tezaam tot lof en dank."